# Richmond Park
Richmond Park, situat al districte londinenc de Richmond upon Thames, és el parc reial més gran de Londres, i té importància nacional i internacional per a la conservació de la vida salvatge. Va ser creat per Carles I al segle XVII com a parc de cérvols. Actualment és una reserva natural nacional, un lloc d'especial interès científic i una àrea especial de conservació i està inclosa, al grau I, al Registre de parcs i jardins històrics d'Historic England d'especial interès històric a Anglaterra. Els seus paisatges han inspirat a molts artistes famosos i ha estat lloc per a diverses pel·lícules i sèries de televisió.
Richmond Park inclou molts edificis d'interès arquitectònic o històric. La White Lodge, catalogada com a grau I, era antigament una residència reial i actualment és la seu de la Royal Ballet School. Els murs límit del parc i deu edificis més estan catalogats al grau II, inclòs Pembroke Lodge, la llar del primer ministre britànic del segle xix, Lord John Russell, i el seu net, el filòsof Bertrand Russell. El 2020, Historic England també va incloure altres dos elements del parc: el monticle del rei Enric, que possiblement és un túmul rodó i un altre túmul (sense nom) que podria ser un túmul allargat.
Històricament reserva del monarca, el parc ara està obert a tothom i inclou un camp de golf i altres instal·lacions per a l'esport i l'esbarjo. Va tenir un paper important tant en les guerres mundials com en els Jocs Olímpics de 1948 i 2012.